# Sarule
Sarule är en ort och kommun i provinsen Nuoro i regionen Sardinien i Italien. Kommunen hade 1 679 invånare (2017).